# Альбирео
Альбирео, β Лебедя, Бета Лебедя, β Cyg — пятая по яркости звезда в созвездии Лебедя. Представляет собой двойную систему, хорошо различимую даже в небольшой телескоп:
- Альбирео A, видимая звёздная величина 3,4m, оранжевый гигант спектрального класса К.
- Альбирео B, видимая звёздная величина 5,1m, голубая звезда главной последовательности спектрального класса B9.

Из-за большого расстояния между компонентами (34 угловые секунды) долгое время предполагалось, что Альбирео — оптическая двойная, то есть две звезды на разных расстояниях, проецирующиеся на близкие точки звёздного неба. Сейчас известно, что Альбирео A и B образуют настоящую двойную систему с периодом обращения около 100000 лет.
Альбирео A сама является тесной двойной системой.
Поскольку Альбирео находится в районе «головы» Лебедя, то её иногда называют по-английски «beak star» («звезда клюва»). Вместе со звёздами Денеб, δ Лебедя и ε Лебедя Альбирео образует «Северный крест».
В арабских текстах звезда называлась al-Minhar al-Dajajah, «клюв курицы». Современное название звезды является результатом серии неверных прочтений и ошибочных переводов. Греческое название созвездия Лебедь — «Птица», Ορνιθος, которое арабы писали как «Urnis». При переводе арабских текстов на латинский язык это слово было ошибочно принято за название растения (возможно, ириса), и переведено как ab ireo (с латинским артиклем ab). Наконец, при последовательных переписываниях текста слово было принято за описку и ошибочно реконструировано с арабским артиклем следующим образом: al-bireo.

## В культуре
Альбирео упоминается в романе Туманность Андромеды как «красавица двойная звезда», расположенная на таком же расстоянии от Земли как и Денеб.